# Armenische Eishockeynationalmannschaft
Die armenische Eishockeynationalmannschaft ist das Herren-Auswahlteam des armenischen Eishockeyverbandes, die von 2004 bis 2010 unregelmäßig an den Eishockeyweltmeisterschaften teilnahm.

## Geschichte
Ursprünglich sollte Armenien erstmals bereits bei der Eishockey-Weltmeisterschaft 2003 (Division III) antreten, doch wurde dem Team aufgrund falsch ausgefüllter Visumanträge die Einreise verweigert, sodass ihr Erstauftritt auf internationalem Eis um ein Jahr verschoben wurde. 2004 in Reykjavík (Island) konnte das Team zwar keinen Punkt gewinnen, konnte die Niederlagen im Vergleich zur nachfolgenden Weltmeisterschaft in Mexiko aber noch im Rahmen halten. 2005 startete das Team mit einer 1:33-Niederlage gegen Südafrika ins Turnier, verlor gegen Irland 1:23, Luxemburg 3:38 und kassierte letztlich seine höchste Niederlage gegen Mexiko (0:48). So standen am Ende fünf eigenen 142 gegnerische Tore gegenüber.
Die ersten Erfolge hatte das Team bei der WM 2006 (Division III). Nachdem die Mannschaft gegen den Division-II-Absteiger Türkei mit 3:8 unterlegen war, folgte gegen Irland am 27. April 2006 der erste WM-Sieg.
Kurz vor Beginn der WM 2007 (Division III) zog der armenische Eishockeyverband erneut seine Mannschaft vom Turnier zurück. Für die WM 2008 musste Armenien daher in einem Qualifikationsturnier zur Division 3 antreten. Allerdings verweigerte man, die Pässe der Spieler rechtzeitig vorzulegen. Die Mannschaft wurde daher nach dem Turnier disqualifiziert und alle Spiele mit 0:5 gewertet.
2010 wurde Armenien erstmals mit der Ausrichtung einer Gruppe der WM-Division III betraut. Diesen Heimvorteil konnte man auch gleich nutzen und durch drei Siege über Südafrika (9:2), Nordkorea (7:6) und die Mongolei (15:0) die Vorrunde gewinnen. Im Finalspiel um den Aufstieg scheiterte das Team dann mit 2:5 an Nordkorea. Im Nachhinein wurden alle Spiele Armeniens aufgrund von fehlenden Spielberechtigungen für eingesetzte Spieler annulliert. Im Mai 2010 wurde Armenien aufgrund der wiederholten Unstimmigkeiten auf unbestimmte Zeit suspendiert. An der Weltmeisterschaft 2025 durfte die Mannschaft wieder teilnehmen und wurde in der untersten Spielklasse Division IV Zweite hinter Usbekistan. 
- 2004: 45. Platz (5. Platz Division III)
- 2005: 45. Platz (5. Platz Division III)
- 2006: 43. Platz (3. Platz Division III)
- 2007: zurückgezogen
- 2008: disqualifiziert (Qualifikation zur Division III)
- 2010: disqualifiziert (Division III, Gruppe B)
- 2011–2024: keine Teilnahme
- 2025: 54. Platz (2. Platz Division IV)

## Junioren
Die U20-Nationalmannschaft der Herren hatte ihren ersten WM-Auftritt 2006 in Litauen und musste vergleichbar hohe Niederlagen hinnehmen, wie die Herrenmannschaft 2005: Der ersten Niederlage (0:50 gegen Island) folgten hohe zweistellige Niederlagen gegen Bulgarien (2:21), Litauen (1:47) und die Türkei (3:28). Doch hier steigerten sich die Ergebnisse bereits im zweiten Jahr (2007 in Ankara), als das Team sich zwei Siege und eine Niederlage nach Verlängerung erspielen konnte.
Bei der Weltmeisterschaft 2008 belegten die U20-Junioren mit zwei Niederlagen und vier Siegen den dritten Platz der Division III, seither nahm das Team nicht an der Weltmeisterschaft teil (Stand 2010).
Die U18-Nationalmannschaft nahm bisher (Stand 2010) nur an der Weltmeisterschaft 2008 teil. Dabei belegte sie ohne Punkte den letzten Platz der Division III, Gruppe B.

## Nationaltrainer der Herren-Nationalmannschaft
- WM 2004: Gagik Vardanyan ( Armenien)
- WM 2005: Gagik Vardanyan ( Armenien)
- WM 2006: Douglas Decesare ( Vereinigte Staaten)
- WM 2010: Douglas Decesare ( Vereinigte Staaten)

## Junioren
| Jahr | U20-Auswahl       | U20-Auswahl      | U18-Auswahl                         | U18-Auswahl          |
| ---- | ----------------- | ---------------- | ----------------------------------- | -------------------- |
|      | Platzierung       | Trainer          | Platzierung                         | Trainer              |
| 2005 | –                 | –                | 3. (Qualifikation zur Division III) |                      |
| 2006 | 5. (Division III) | Vahram Sargsyan  | –                                   | –                    |
| 2007 | 4. (Division III) | Douglas Decesare | –                                   | –                    |
| 2008 | 3. (Division III) | Douglas Decesare | 5. (Division III)                   | Tigran Duztshakatyan |